# Donghua (socken i Kina, Guangxi)
Donghua (kinesiska: 东华乡, 东华) är en socken i Kina. Den ligger i den autonoma regionen Guangxi, i den södra delen av landet, omkring 240 kilometer öster om regionhuvudstaden Nanning. Antalet invånare är 29225. Befolkningen består av 14 120 kvinnor och 15 105 män. Barn under 15 år utgör 28,0 %, vuxna 15-64 år 62 %, och äldre över 65 år 9,0 %.
Genomsnittlig årsnederbörd är 2 233 millimeter. Den regnigaste månaden är maj, med i genomsnitt 366 mm nederbörd, och den torraste är oktober, med 38 mm nederbörd.